# NGC 2774
NGC 2774 est une galaxie spirale relativement éloignée et située dans la constellation du Cancer.NGC 2774 a été découverte par l'astronome germano-britannique William Herschel en 1784.

## Caractéristiques
Sa vitesse par rapport au fond diffus cosmologique est de 8 794 ± 20 km/s, ce qui correspond à une distance de Hubble de 129,7 ± 9,1 Mpc (∼423 millions d'al).
À ce jour, une mesure non basée sur le décalage vers le rouge (redshift) donne une distance d'environ 103,000 Mpc (∼336 millions d'al). Cette valeur est à l'extérieur, mais compatible avec les valeurs de la distance de Hubble. Notons cependant que c'est avec la valeur moyenne des mesures indépendantes, lorsqu'elles existent, que la base de données NASA/IPAC calcule le diamètre d'une galaxie et qu'en conséquence le diamètre de NGC 2774 pourrait être d'environ 42,7 kpc (∼139 000 al) si on utilisait la distance de Hubble pour le calculer.
Selon la base de données Simbad, NGC 2774 est une galaxie LINER, c'est-à-dire une galaxie dont le noyau présente un spectre d'émission caractérisé par de larges raies d'atomes faiblement ionisés.